# Traktat w Erzurum (1847)
Traktat w Erzurum – traktat podpisany 14 kwietnia 1847 pomiędzy imperium osmańskim oraz Persją.
Pomimo podpisania w Kasr-e Szirin i w Erzurum traktatów, które wyznaczały granicę pomiędzy oboma krajami, nadal dochodziło na wspólnej granicy do incydentów. Turcja groziła Persji wojną, jednak na skutek mediacji Wielkiej Brytanii i Imperium Rosyjskiego doszło do podpisania kolejnego traktatu, który wyznaczał podział spornych terytoriów. Komisja zajmująca się wyznaczaniem granicy w terenie, z powodu problemów politycznych, zakończyła swoje prace na krótko przed wybuchem I wojny światowej.